# Gaolou, Anhui
Gaolou (kinesiska: 高楼) är en köping i östra Kina. Den ligger i Lingbi härad i staden Suzhou i provinsen Anhui, omkring 220 kilometer norr om provinshuvudstaden Hefei. Antalet invånare är 51055. Befolkningen består av 25 445 kvinnor och 25 610 män. Barn under 15 år utgör 23,0 %, vuxna 15-64 år 64 %, och äldre över 65 år 11,0 %.